# Johann Theodor de Bry
Jan o Johann Theodor de Bry (Estrasburgo, 1561-Bad Schwalbach, 31 de enero de 1623) fue un grabador en cobre y editor alemán de origen flamenco.

## Biografía
Hijo y discípulo de Theodor de Bry, grabador flamenco establecido en Estrasburgo solo un año antes del nacimiento de Johann Theodor, y de Katharina Esslinger, y hermano mayor del también grabador Jan Isräel, fue el más prolífico de los miembros de la familia. En 1588 el negocio editorial familiar se estableció en Fráncfort, donde en 1594 Johann Theodor se casó con Margarete van der Haiden, de cuyo matrimonio nació Maria Magdalena de Bry, casada en 1617 con Matthäus Merian. Situado al frente del negocio familiar, en 1609 se trasladó a Oppenheim y allí mantuvo abierta la imprenta hasta 1618 en que retornó a Fráncfort.
Con su hermano Isräel, fallecido en 1609, continuó la publicación de la serie de grabados realizados por su padre a partir de las acuarelas de John White dedicadas a los viajes de descubrimiento del Nuevo Mundo con textos, entre otros, de Girolamo Benzoni (Historia del Nuevo Mundo) y Thomas Harriot (Carta y verdadero informe de la tierra encontrada en Virginia), el viaje a Brasil de Jean Léry y el relato autobiográfico de Hans Staden (Verdadera historia y descripción de un país de salvajes desnudos, feroces y caníbales, situado en el Nuevo Mundo, América). La serie, reunida en trece volúmenes publicados entre 1590 y 1634 en latín y alemán, especialmente en sus primeros volúmenes (los llamados Grandes viajes) incluía algunas ilustraciones en las que se mostraban con todo detalle las atrocidades cometidas por los españoles en América, con las que había sido corrompida la apacible y dichosa inocencia de los pueblos indígenas, lo que —unido a la religión calvinista profesada por los componentes de la familia— ha dado pie a que sus estampas se interpreten como parte de la leyenda negra contra España.
También con su padre y su hermano publicó dos de los libros de emblemas de mayor calidad en lo que a sus imágenes se refiere, basadas en algún caso en grabados de Bruegel: Emblemata nobilitate et vulgo scitu digna (Fráncfort, 1593) y Emblemata secularia (Fráncfort, 1596), con espacios en blanco para ser empleados como marcos ornamentales de versos y dedicatorias en los alba amicorum característicos de la época.
Con Jean-Jacques Boissard, autor asimismo de un libro de emblemas, la colaboración fue constante. Iniciada con Theodor padre y continuada por los hermanos, que se encargarán de completar la edición de Romanae urbis Topographia et Antiquitates (Fráncfort, 1597-1602) y de las partes tercera y cuarta de la Bibliotheca chalcographica (series de retratos de escritores y eruditos) alcanzó al Tractatus posthumus de divinatione & magicis præstigiis / incisis per joh. theodor. de bry (Oppenheim, 1615), libro dedicado a las divinidades oraculares, sibilas y adivinos de la antigüedad grecorromana con textos de Boissard y grabados a buril y aguafuerte de Johann Theodor de Bry, ya en solitario.